# John Milz
John Milz (* 9. Februar 1974 in Potsdam) ist ein ehemaliger deutscher Reality-TV-Teilnehmer. Er wurde als Gewinner der ersten Staffel von Big Brother bekannt.

## Leben
John Milz stammt aus der Hausbesetzer-Szene Potsdams. Er ist gelernter Zimmermann und arbeitet bis heute (Stand 2023) im Handwerk in Ostwestfalen. Zusätzlich arbeitet er als Discjockey. Medienberichten zufolge ist er seit April 2008 verheiratet.

## Karriere in den Medien
Im Jahr 2000 nahm Milz an der ersten Staffel der TV-Show Big Brother auf RTL II teil. Er überstand zwei Nominierungen und gewann nach 102 Tagen die Show im Finale nach einer TED-Abstimmung mit 50,4 Prozent der Stimmen vor dem als Publikumsliebling geltenden Jürgen Milski und Andrea Singh. Damit konnte er sich die Siegesprämie von 250.000 Mark sichern.
Zusammen mit Singh veröffentlichte er am 24. Juli 2000 die Single Gewinner. Der Song erreichte Platz 40 der deutschen Singlecharts. Im Dezember des gleichen Jahres war er mit einer Coverversion von Auld Lang Syne auf dem Sampler Weihnachten mit Big Brother zu hören.
Ebenfalls im Jahr 2000 hatte Milz eine Gastrolle in der Daily-Soap Unter uns. Zusätzlich war er als Co-Moderator bei Radio Fritz zu hören.
Danach zog er sich aus der Öffentlichkeit zurück.

## Diskografie
- 2000: Gewinner (Single mit Andrea Singh, RCA)
- 2000: Auld Lang Syne auf Weihnachten mit Big Brother (Big Brother Allstars, Endemol Entertainment)